# أنطونيو بالارد
أنطونيو بالارد (بالإنجليزية: Antonio Ballard)‏ مواليد 30 أبريل 1988، هو لاعب كرة سلة أمريكي. بدأ مسيرته الاحترافية في سنة 2011. يلعب في الدوري الفرنسي لكرة السلة الدرجة الثانية. يبلغ طوله 6 قدم 4 بوصة (1.9 م). لعب كرة السلة الجامعية في جامعة ميامي. لعب مع آيلاند ستورم في دوري كندا الوطني لكرة السلة وليونز دي جنيف.

## روابط خارجية
- أنطونيو بالارد على موقع كرة السلة الأوروبية.كوم (الإنجليزية)
- أنطونيو بالارد على موقع كلية كرة السلة في سبورتس رفرنس.كوم (الإنجليزية)
- أنطونيو بالارد على موقع ريلجم (الإنجليزية)
- أنطونيو بالارد على موقع بروبوليرز (الإنجليزية)
- أنطونيو بالارد على موقع سبورتس رفرنس (الإنجليزية)